# Colección Arqueológica de Malevizi
La Colección Arqueológica de Malevizi es una colección o museo de Grecia ubicada en el edificio del ayuntamiento del municipio de Malevizi que se encuentra en la ciudad de Gazi, en la isla de Creta.

## Colecciones
Esta colección contiene una serie de hallazgos arqueológicos de Creta de diferentes épocas que fueron reunidos entre 1959 y 1997 en una colección privada por el empresario Nikolaos Metaxas, además de otros hallazgos procedentes de excavaciones recientes del área del municipio.
Una sección de esta colección expone objetos de piedra tales como herramientas y vasijas desde el periodo neolítico a la Edad del Bronce. Por otra parte, la sección más amplia comprende objetos de cerámica, así como un destacable torno de alfarero. En otra parte del museo se encuentran figurillas de terracota de épocas comprendidas entre la civilización minoica y la época romana, algunas con forma de persona y otras con formas de animales, que se utilizaron para la adoración o como ajuares funerarios.
Una cuarta sección del museo alberga piezas escultóricas, muchas de ellas de mármol, que pertenecen a diferentes épocas pero predominan las de época romana. Otra parte es la compuesta por los objetos que no pertenecían a la colección Metaxas, sino que proceden de excavaciones recientes en Gazi, Krusonas y Kavrojori y que se componen principalmente de recipientes de cerámica y figurillas. También hay un gran sarcófago decorado con pinturas procedente de Tiliso.
La sexta sección expone una serie de armas y la última sección expone joyas como collares, brazaletes y anillos tanto de la época minoica como de periodos posteriores.